# Les Nocturnales
 (février 2022).
La mise en forme du texte ne suit pas les recommandations de Wikipédia : il faut le « wikifier ».
Les points d'amélioration suivants sont les cas les plus fréquents :
- Les titres sont pré-formatés par le logiciel. Ils ne sont ni en capitales, ni en gras.
- Le texte ne doit pas être écrit en capitales (les noms de famille non plus), ni en gras, ni en italique, ni en « petit »…
- Le gras n'est utilisé que pour surligner le titre de l'article dans l'introduction, une seule fois.
- L'italique est rarement utilisé : mots en langue étrangère, titres d'œuvres, noms de bateaux, etc.
- Les citations ne sont pas en italique mais en corps de texte normal. Elles sont entourées par des guillemets français : « et ».
- Les listes à puces sont à éviter, des paragraphes rédigés étant largement préférés. Les tableaux sont à réserver à la présentation de données structurées (résultats, etc.).
- Les appels de note de bas de page (petits chiffres en exposant, introduits par l'outil «  Source ») sont à placer entre la fin de phrase et le point final[comme ça].
- Les liens internes (vers d'autres articles de Wikipédia) sont à choisir avec parcimonie. Créez des liens vers des articles approfondissant le sujet. Les termes génériques sans rapport avec le sujet sont à éviter, ainsi que les répétitions de liens vers un même terme.
- Les liens externes sont à placer uniquement dans une section « Liens externes », à la fin de l'article. Ces liens sont à choisir avec parcimonie suivant les règles définies. Si un lien sert de source à l'article, son insertion dans le texte est à faire par les notes de bas de page.
- La présentation des références doit suivre les conventions bibliographiques. Il est recommandé d'utiliser les modèles {{Ouvrage}}, {{Chapitre}}, {{Article}}, {{Lien web}} et/ou {{Bibliographie}}. Le mode d'édition visuel peut mettre en forme automatiquement les références.
- Insérer une infobox (cadre d'informations à droite) n'est pas obligatoire pour parachever la mise en page.

Pour une aide détaillée, merci de consulter Aide:Wikification.
Si vous pensez que ces points ont été résolus, vous pouvez retirer ce bandeau et améliorer la mise en forme d'un autre article.
 (février 2022).
 (février 2022).
Les Nocturnales ASBL est une association sans but lucratif née en 2005 de la rencontre entre Michel Teheux, prêtre à la Collégiale Notre-Dame de Huy et de Luc Petit, directeur artistique et metteur en scène. Ils créent ensemble le concept d'opéras patrimoniaux, dont le but est de valoriser le patrimoine wallon et bruxellois lors de spectacles. 
Des techniques d'animations telles que le vidéo-mapping et les projections lasers sont utilisées sur les édifices. Les créations, outre ces valorisations technologiques de ceux-ci, veillent à intégrer le jeu d'acteurs, de musiciens, d'acrobates et de danseurs, internationaux et locaux. Cette synergie qui caractérise l'originalité du concept "Nocturnales" donne aux spectateurs une autre image des édifices qu'ils voient au quotidien.

## Les spectacles

### Opéra patrimonial
2004 : " Les Nocturnales " à Liège
2005 : " Et la pierre devint lumière " à  Huy pour les Septennales.
2006 : " Les Imaginaires de Saint-Barthélemy " à Liège
2006 : " Si Waremme m'était contée " ou " Les Nocturnales de Saint-Pierre " à Waremme.
2009 : " Jardins de feu " au Château de Seneffe.
2010 : " Pour que les pierres deviennent feu " à la Collégiale de Visé
2010 : " Les carillons du ciel " à Liège
2012 : " Et la pierre devint lumière " (version 2) à  Huy pour les Septennales
2015 : " Millénium " à Liège
2018 : " Les Fééries de Belœil " à Belœil (1re édition).
2019 : " Les Fééries de Belœil " à Belœil (2e édition).
2020 : "Tournai d'été" à Tournai.
2021 : "Les Folkloriales de Namur " à Namur.
2021 : "Le Petit Chaperon rouge" à Beloeil.
2021 : "De Modave à Versailles" à Modave.
2021 : "Les Folkloriales de Bastogne" à Bastogne.
2021 : "Le Combat des Anges" à Tournai & Lille.

### Noël des Cathédrales
2007 :  " Dites-moi les anges "  à Liège.
2008 : " Et le ciel rêva de la terre "  à Liège.
2009 : " Quand le ciel et la terre s’embrassèrent "  à Liège.
2015 : " Noël des Cathédrales "  à Liège.
2016 : " Le Noël d'Anoki "  à Bastogne, Liège, Mons et Namur.
2017 : " Le Noël d'Anoki "  à Tournai, Marche-en-Famenne et Bruxelles.
2017 : " Les Sonneurs de Noël "  à Bastogne, Liège, Mons et Namur.
2018 : " Les Sonneurs de Noël "  à Tournai, Marche-en-Famenne et Bruxelles.
2018 : " Le Voyage des Mages "  à Bastogne, Liège, Mons et Namur.
2019 : " Le Voyage des Mages "  à Bruxelles et Tournai.
2019 : " Les Sonneurs de Noël "  à Arlon et Lille (en France).
2019 : " L'Horloger de Noël " à Liège, Mons et Namur.
2022: " Le combat des Anges " à Tournai et Lille.

### Commémoration
2014 : " Commémorations 14-18 " à Dinant
2019 : " Les Routes de Liberté " à Bastogne au Mardasson, Commémoration de la Guerre de Ardennes, .